# Nina Havel
Nina Havel (* 2. Dezember 1980) ist eine Schweizer Fernsehmoderatorin und Schauspielerin.

## Karriere
Ihre ersten Erfahrungen vor dem Bildschirm sammelte Nina Havel im Alter von 16 Jahren als Co-Moderatorin der Jugendsendung Schlips auf SF DRS.
Von Januar bis Juni 2001 moderierte sie das Wetter und die Los-Show Due auf dem Sender TV3. Von Juni 2001 bis November 2004 moderierte sie Live-Shows im Programmfenster von Nickelodeon (später in Junior umbenannt) auf SF 2. Danach moderierte sie zwei Staffeln Musicstar von 2003 bis 2005. Zudem war Nina Havel vom März 2004 bis zum Dezember jenes Jahres Moderatorin von Minissimo in Benissimo. Im Juni 2005 sowie im März und Juni 2006 stand Nina Havel hinter der Kamera von glanz & gloria als Ferienvertretung für Nadja Zimmermann auf SF 1. Ab Januar 2006 war sie als Schauspielerin in Café Bâle auf SF 2 tätig. Die Sendung wurde im Juli 2007 eingestellt. Seither war Havel u. a. auf der Bühne des Basler Theaters Fauteuil in einer Gaunerkomödie zu sehen.

Von 2012 bis 2015 moderierte Nina Havel das Tiermagazin Tierische Freunde am Sonntagabend. Sie gab damit ihr Comeback am Schweizer Fernsehen.

## Sprachen
Neben Deutsch ist Tschechisch die zweite Muttersprache von Nina Havel. Sie spricht ebenfalls fliessend Französisch, Englisch und Italienisch und besitzt gute Kenntnisse der spanischen, russischen und lateinischen Sprache.